# Inconus fronterus
Inconus fronterus är en mångfotingart som beskrevs av Chamberlin 1941. Inconus fronterus ingår i släktet Inconus och familjen Chelodesmidae. Inga underarter finns listade i Catalogue of Life.